# 소비에트 자원군
소비에트 자원군(러시아어: Советские добровольцы в Китае)은 1937년부터 1941년까지 중일 전쟁 기간 동안 중화민국을 지원하기 위해 파견된 소련 공군의 자원 부대였다. 루거우차오 사건 이후 중소 불가침 조약이 체결되면서 소련은 자원 비행대를 포함한 상당한 군사적 지원을 중국에 제공하기 시작했다. 중국은 원자재로 지원 비용을 지불했다.

## 배경
1929년 월스트리트 대폭락과 그에 따른 전 세계적인 경제 위기 이후, 일본 제국은 약화된 극동 이웃 국가들에 대한 팽창주의 정책을 추구했다. 1931년 9월 18일, 일본은 만주사변을 일으켜 이를 일본의 만주 침공의 구실로 삼았다. 일본은 중국 동북부를 만주국이라는 괴뢰 국가로 만들었다. 일본 참모본부의 계획에서 만주국은 장차 중국의 나머지 지역을 정복하기 위한 발판 역할을 해야 했다. 증가하는 압력에 직면하여 중국은 독일과의 관계를 강화했다. 1933년부터 한스 폰 젝트가 이끄는 독일 사절단은 장제스 정부에 중요한 군사적 지원을 제공하여 군대를 재편성하고 훈련과 현대식 무기를 제공했다. 독일의 원조는 1937년에 약화되기 시작하여 아돌프 히틀러가 일본 및 만주국과 재정렬하면서 1938년 5월에 완전히 중단되었다.
중소 외교 관계는 1929년 중소 분쟁 이후 단절되었다. 당시 소련은 양면 전쟁(독일 및 일본과 각각)에 대비하여 전국적인 대규모 산업화 프로그램을 진행하고 있었다. 만주국의 수립은 그 영토에 동청 철도에서 일하는 4만 명의 소련 시민 식민지가 생기면서 상황을 복잡하게 만들었다. 소련은 새로운 국가를 공식적으로 인정하기를 거부했지만, 일련의 일본 도발 이후 1935년 3월에 철도를 일본에 할인된 가격으로 팔았다. 소련은 일본과의 새로운 대결에 대비하지 못했다고 느껴 임시 조치로 중국과의 관계 개선을 선택했다. 국제연맹은 일본 제국주의 문제에 대해 침묵했고, 중국은 유일하게 남은 잠재적 동맹국과의 비공식적인 통신 채널을 재활성화하도록 압박받았다. 1936년 11월 25일에 체결된 방공 협정은 진행 중인 화해 노력에 대한 양측의 마지막 의구심을 없앴다. 1937년 7월 7일, 루거우차오 사건은 중일 전쟁의 시작을 알렸다. 8월 21일, 중국과 소련은 불가침 조약을 체결했다. 이 조약은 소련의 군사 지원에 대해 언급하지 않았지만, 사실상 소련이 군사적 및 물적 지원을 제공할 것이라는 묵시적 이해를 확립했다.
1937년 9월, 소련 오르그뷔로가 발행한 비밀 법령은 폴리카르포프 I-15 62대, 폴리카르포프 I-16 93대, 야코블레프 UT-4 훈련기 8대를 포함한 225대의 항공기를 중국에 보내도록 명령했다. 1938년 3월과 7월, 그리고 1939년 7월에 중국은 각각 5천만 달러, 5천만 달러, 1억 5천만 달러의 대출을 받았으며, 연 이자율은 3%였다. 이 대출은 차, 양모, 가죽, 금속 수출로 상환해야 했다. 중국의 요청에 따라 소련은 군사 고문과 자원 조종사를 제공하는 데도 동의했다. 첫 번째 군사 고문단은 1938년 6월 초에 중국에 도착했다. 1939년 2월까지 미하일 드라트빈이 이끄는 3665명의 소련 군사 전문가가 배치되었다.

## 작전

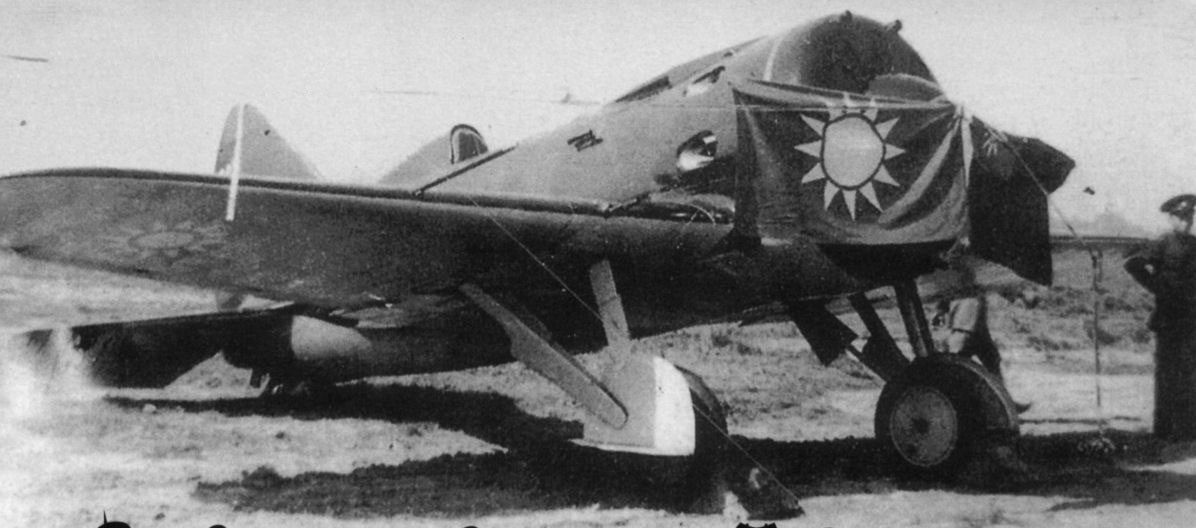
중국 국적 마크가 있는 폴리카르포프 I-16. I-16은 중화민국 공군과 소련 자원군이 사용한 주요 전투기였다.

1937년 10월, 약 450명의 소련 조종사와 기술자들이 모스크바에 집결한 후, 155대의 전투기, 62대의 폭격기, 8대의 훈련기를 중국으로 가져가기 위해 알마티로 이동했다. 소련군은 민간인으로 위장하고 처음에는 민간 복장을 착용했으며, 임무는 가장 가까운 친척에게도 비밀로 유지되었다. 그들은 동지라는 용어를 사용하지 않도록 지시받았고, 포로가 될 경우 중국에 영구 거주하는 러시아 백군의 전 멤버라고 주장해야 했다. 각 임무 전에 조종사들은 중국 군복으로 갈아입었고, 그들의 비행기는 중국 공군 마크로 표시되었다. 1938년, 이 부대는 타이베이를 폭격했는데, 공격의 물리적 결과는 제한적이었지만 선전 효과는 상당했던 것으로 알려져 있다.
1941년까지 중국에 보내진 소련제 항공기는 885대에 달했으며, 여기에는 쌍발 및 4발 폭격기가 포함되었지만, 후자는 전투에 사용되지 않았다. 앞서 언급된 I-15, I-16, UT-4 외에도 소련은 투폴레프 TB-3, 투폴레프 SB, 일류신 DB-3 폭격기를 공급했다. 1941년 말까지 1,200대 이상의 항공기가 중국에 보내졌다. 첫 소련 자원병이 도착했을 당시 중화민국 공군은 100대 미만의 가동 가능한 항공기로 줄어들었다. 이들은 너무 낡아서 소련군이 "고대 박물관"이라고 묘사할 정도였으며, 600명 미만의 인력으로 운용되었다. 사기는 낮았고, 상황 개선은 뇌물 대가로 낡은 외국 장비를 구입한 부패한 관리들로 인해 방해받았다. 일본군은 공중에서 중국군보다 13:1의 비율로 우세했고 훈련도 더 잘 되어 있었다. 또한 일본 항공기는 더 빠르고 야간 투시 장치와 라디오와 같은 신기술을 갖추고 있어 어떤 저항도 쉽게 제압하고 압도했다.

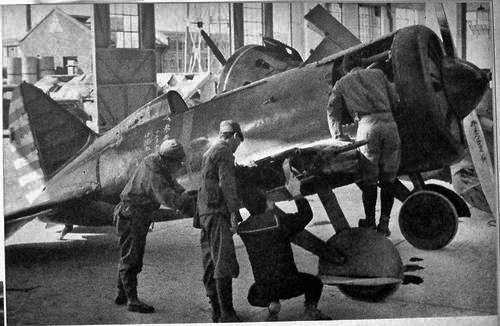
일본 항공 기술자들이 노획한 소련 I-16 전투기를 조사하고 있다.

비록 인원들은 중국 상황과 일본과의 싸움에 참여하는 중요성에 대해 브리핑을 받았지만, 그들은 자원병이 아니었다. 소련 공군 사령관 알렉산드르 록티오노프와 그의 부관 야코프 스무쉬케비치가 소비에트 자원군의 인원을 선발했다. 소비에트 자원군은 최고조에 달했을 때 의사, 운전사, 정비사, 기상학자, 암호학자, 무선 통신사, 비행장 관리자, 조종사 등 3,665명의 인원을 포함했다. 이들 중 2,000명은 조종사였고 1,000명은 전투 임무에 참여했다. 그들 중 일부는 소련 또한 상당한 군사 임무를 수행했던 스페인 내전의 최전선에서 직접 파견되었다. 공급된 항공기의 절반은 중국 공군에 넘겨졌고, 절반은 소련 인원에 의해 운용 및 유지 보수되었다. 소련 공군 부대는 난징시, 한커우, 충칭시 근처의 기지와 중국 북서부의 소련 보급로 종착점인 란저우시에 주둔했다. 1937년 12월 13일, 옛 임시 수도였던 난징이 일본군에 함락되면서 샹양시의 비행장은 주요 소련 기지가 되었다. 200명의 소련 조종사들이 중국 조종사들과 함께 혼성 비행대에서 비행하며 새로운 수도 한커우의 방어에 참여했다.
1938년 2월 23일, 소비에트 자원군은 중국 국경 밖에서 첫 작전을 수행했으며, 각각 난징과 한커우에서 12대와 28대의 폭격기가 출격했다. 목표는 일본 제국 육군 항공대의 주요 기지이자 연료와 예비 부품이 담긴 다양한 화물선이 있는 타이완섬이었다. 고고도로 비행하며 북쪽에서 섬으로 접근한 폭격기들은 폭탄을 투하할 때까지 발견되지 않았고, 안전하게 귀환했다. 이 공습의 결과로 일본은 대량의 연료를 잃었고, 지상에서 40대의 항공기가 파괴되었으며, 항만 시설과 격납고가 파괴되었고, 여러 선박이 경미한 손상을 입었다. 4월 28일, 일본은 쇼와 천황의 생일을 축하하기 위해 우한시 군 비행장에 대규모 공습을 시작했다. 오전 10시, 그들은 60대의 소련 I-15 및 I-16 전투기와 마주쳤다. 당시 전쟁에서 가장 큰 공중전에서 일본은 21대의 항공기를 잃었고, 소련의 손실은 2대에 불과했다. 사망자 중에는 연료와 탄약이 바닥나자 공중 충돌을 수행한 소련 조종사 레프 슈스테르가 포함되어 있었다. 5월 31일, 18대의 일본 폭격기가 36대의 전투기 엄호를 받으며 우한에 두 번째로 접근했다. 전투가 끝날 무렵, 일본 폭격기들은 목표물을 놓쳤고 14대가 소련 전투기에 의해 격추되었다. 5월까지 소련 조종사들은 625대의 적 항공기를 파괴하고 150척의 군용 및 민간 선박에 손상을 입혔다. 소련 비행대들은 1939년 소련과 독일 간의 불가침 조약 이후 철수했다. 그 결과, 중국은 미국에 의존하게 되었고, 미국은 미국 자원군인 플라잉 타이거스의 창설을 승인했다.

## 기념물

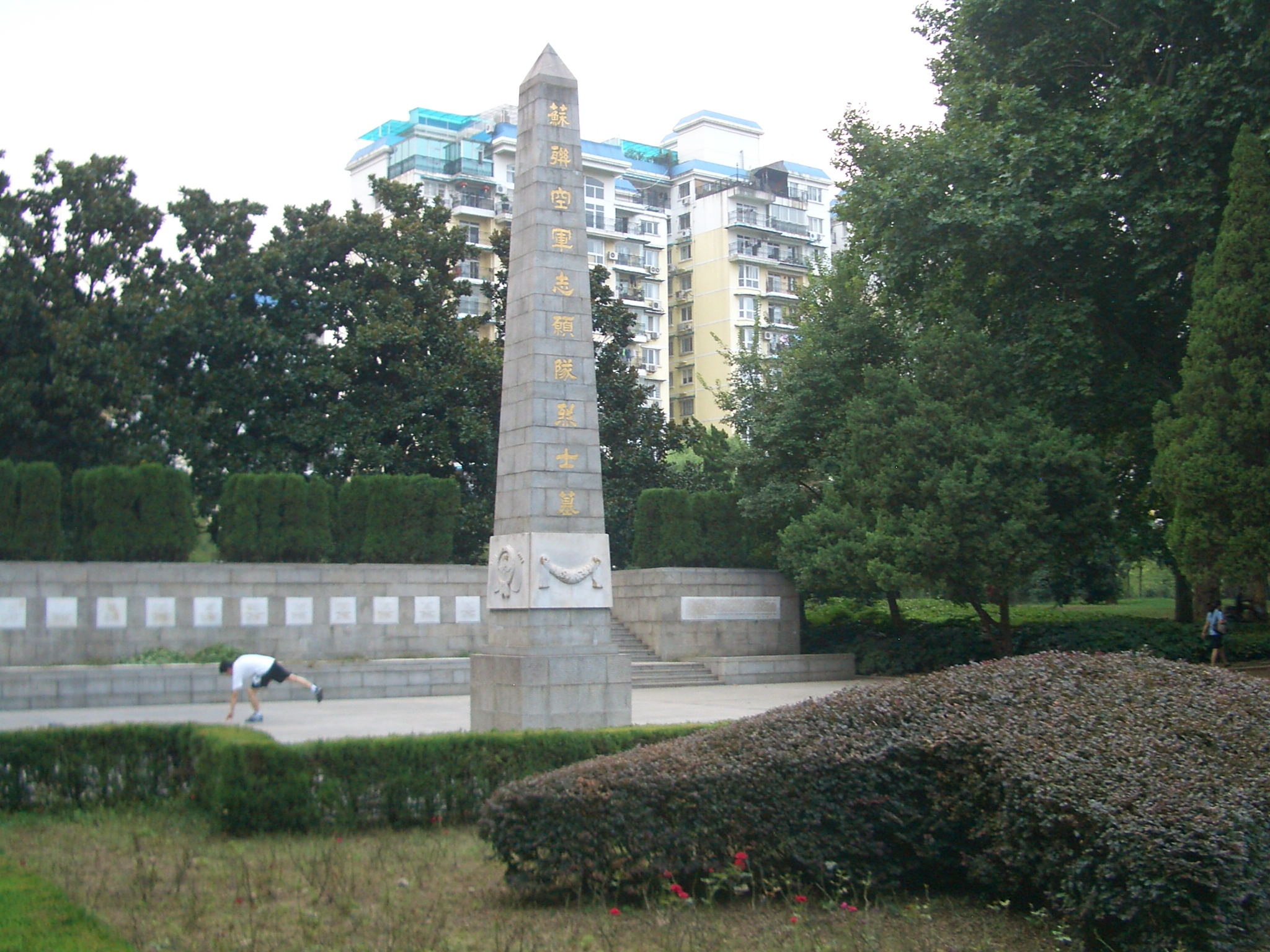
우한에 있는 소련 항공대원 기념비

이 부대에서 활약한 저명한 조종사로는 표도르 폴리닌, 파벨 리차고프, 시도르 슬류사레프, 티모페이 흐류킨, 스테판 수프룬, 그리고리 크라프첸코, 콘스탄틴 코키나키, 게오르기 자하로프, 그리고리 트호르 및 파벨 지가레프가 있다. 1937년부터 1940년까지 총 236명의 소련 조종사가 전투 중 또는 사고로 사망했다. 중국에는 소련 항공대원들을 위한 총 70개의 기념물이 있다. 이 중 가장 주목할 만한 것은 1956년에 건설되었고 15명의 소련 조종사들의 유해가 안치된 우한시의 지에팡 궁위안(해방공원)이다. 해방공원 기념물은 2008년에 보수되었다.

## 같이 보기
- 플라잉 타이거스

## 참고 목록
- Chudodeev, Yuriy (2017). 《На Земле и в Небе Китая: Советские военные советники и летчики–добровольцы в Китае в период японо–китайской войны 1937–1945 гг.》 [중국의 하늘과 땅에서: 중일 전쟁 (1937년–1945년) 기간 동안 중국에 주둔한 소련 군사 고문 및 자원 조종사]. 모스크바: 러시아 과학 아카데미. ISBN 978-5-89282-717-1.
- Erickson, John (2001). 《The Soviet High Command: A Military-Political History, 1918–1941》 3판. London: Routledge. ISBN 0-7146-5178-8.
- Ford, Daniel (2007). 《Flying Tigers: Claire Chennault and His American Volunteers, 1941–1942》. Harper Collins-Smithsonian Books. ISBN 978-0-06-124655-5.
- Wagner, Ray (1991). 《Prelude to Pearl Harbor: The Air War in China, 1937–1941》. San Diego Aerospace Museum. OCLC 28440168.